# Szilsárkány
Szilsárkány község Győr-Moson-Sopron vármegyében, a Csornai járásban.

## Fekvése
A település a Rábaköz középső részén, Csornától 9 kilométerre délre helyezkedik el.
Szomszédai: Pásztori 2 kilométerre északkeletre, Rábacsanak 3 kilométerre délkeletre, Szil 5 kilométerre délre, Sopronnémeti 4 kilométerre nyugatra, Bogyoszló 7 kilométerre északnyugatra, és Csorna 9 kilométerre északra.
A falu szerkezete a közelmúltig útmenti, egyutcás, fésűs beépítésű volt. Mára ez a kép megváltozott, a Fő utcával párhuzamosan további utcák keletkeztek.

### Megközelítése
A település legfontosabb közúti megközelítési útvonala a nagy forgalmú 86-os főút, amelynek két oldalán terülnek el Szilsárkány lakóterületei. Északi határában elhalad az M86-os autóút is, amelynek egy csomópontja is van itt (Bogyoszló–Szilsárkány-csomópont).
A térség alsóbbrendű útjai közül Szilsárkány déli határában ér véget a Pápát a Rábaközzel összekötő 8408-as út és a Téttől idáig elnyúló 8419-es út. Bágyogszovát-Rábapordány felől a 8423-as út vezet idáig, Bogyoszlón át Kapuvárig a 8601-es út, Sopronnémeti-Magyarkeresztúr felé pedig a 8602-es út indul a településről.
A hazai vasútvonalak közül a települést a MÁV 16-os számú Hegyeshalom–Porpác-vasútvonala érinti, de megállási pontja itt nincs a vonalnak. A legközelebbi vasúti csatlakozási lehetőséget ezért Szil-Sopronnémeti vasútállomása kínálja, a községtől 4 kilométerre nyugatra.

## Éghajlat
A község éghajlati viszonyai kiegyensúlyozottak. Évente 600–650 mm csapadék hull, általában kedvező időbeli eloszlásban.

## Élővilág

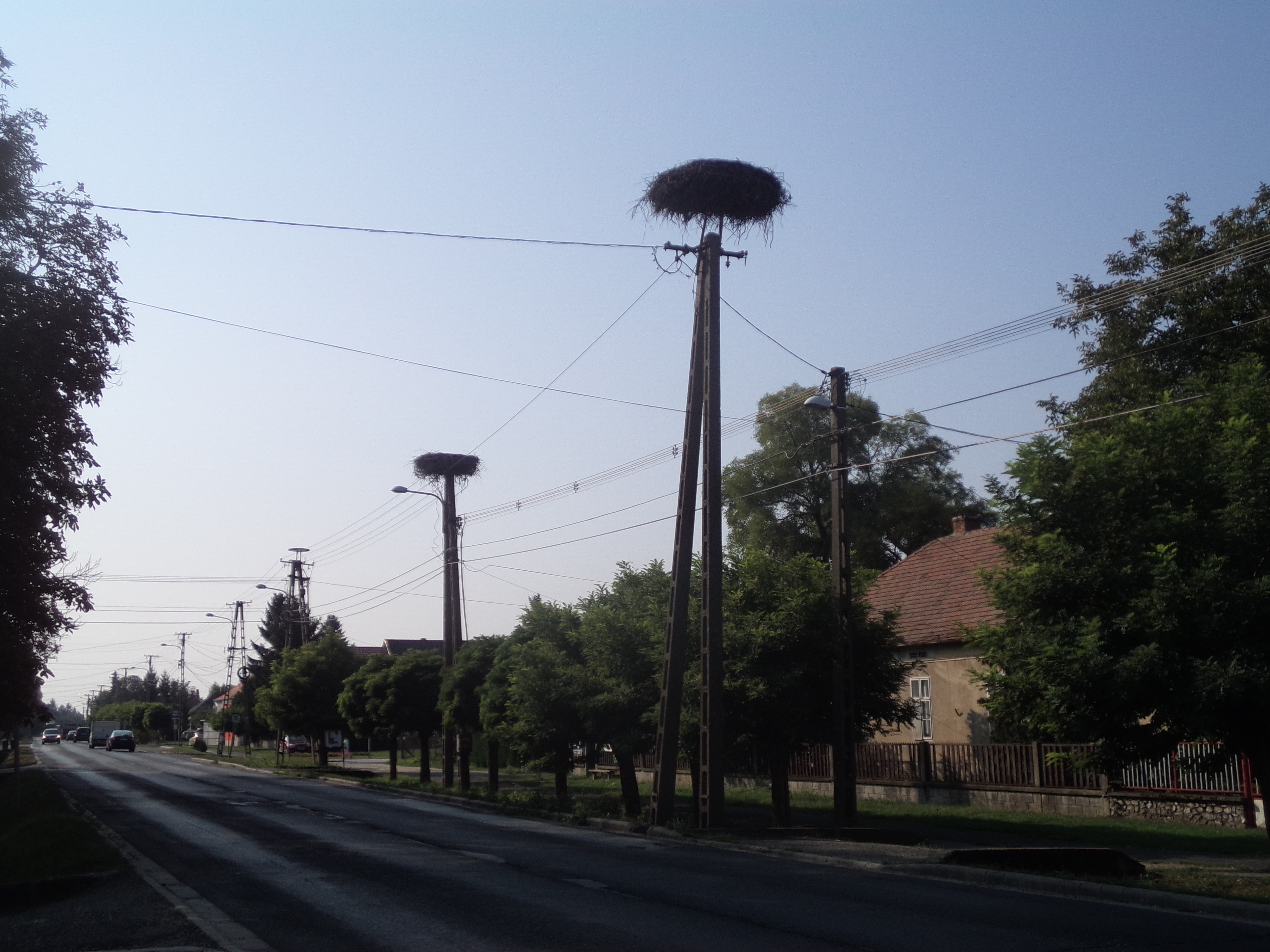
Gólyafészek a településen

## Története

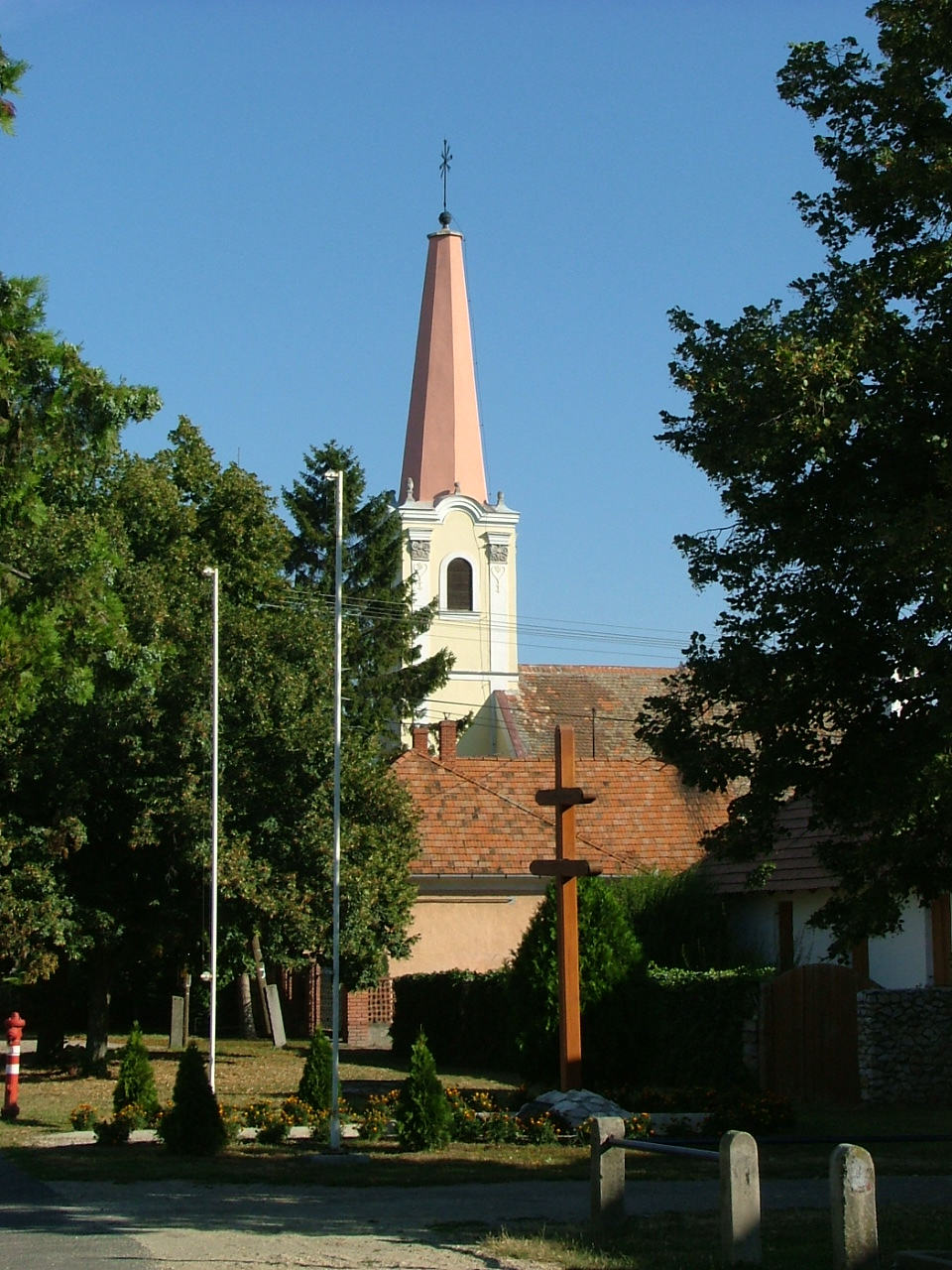
Az Oltáriszentség tiszteletére szentelt római katolikus templom

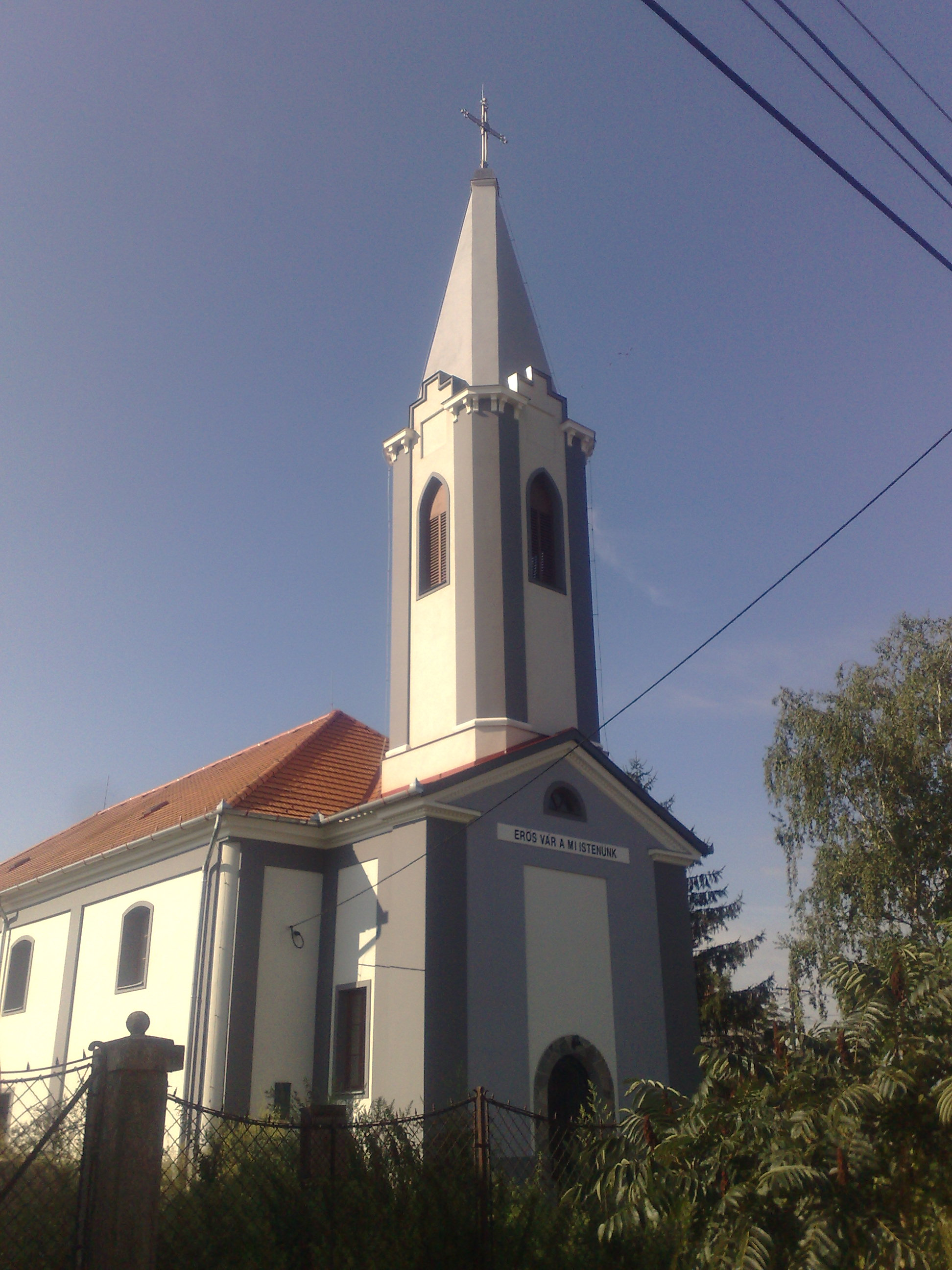
Az evangélikus templom

A falu első okleveles említése 1345-ből ismert, „Sarkan” néven. Ekkor Kapuvárhoz tartozott. A középkor folyamán az Osl nemzetség birtoka volt. Őket a Nádasdy család és több kisebb birtokos követte.
A község Szent Márton templomát 1588-ban említik először az oklevelek. A templomot a törökök 1594-ben, Győr elfoglalásának évében feldúlták. Újjáépítésére 1633-ban került sor.
A reformáció során 1576-ban prédikátor térítése nyomán, a falu lakói áttértek az evangélikus vallásra. 1681-ben, a soproni országgyűlés idején nem is élt katolikus pap a településen. 1717 körül katonák és kapuvári hajdúk foglalták vissza a protestánsoktól a katolikus templomot. A szilsárkányi evangélikus gyülekezet ekkor Vadosfához, mint artikuláris helyhez csatlakozott. Az úrbérrendezés (1767) idején több kisebb birtokosé volt a község. II. József türelmi rendeletével pozitív változás állt be az evangélikusok életében; 1784. október 14-ére fel is épült új templomuk.
A község élén az idők során többször is az országos, megyei, illetve járási életben is szerepet vivők álltak.
1848-ban a településen is megalakult a Nemzetőrség. A 60 összeírtból 12 önkéntes volt. Brányi Lajos gazdatiszt főhadnagyi rangot kapott. A kiegyezést követően a község lassan, de egyenletesen fejlődött. Az iskolatanács 1873-as jelentéséből tudjuk, hogy a katolikusoknál 81 fiú és 72 leány, az evangélikusoknál 29 fiú és 37 leány járt az elemi iskolába.
A békés fejlődést kerékbe törte az első világháború, amelyben 65-en haltak meg. Emléküknek 1925-ben szobrot állíttatott a község lakossága. A két háború között a falu életében jelentős szerepet játszottak az öntevékeny, önszerveződő egyesületek, szövetkezetek és társaságok. Volt olyan időszak, amikor számuk elérte a 28-at. Valamennyi között a legrégibb az 1885-ben alakult Önkéntes Tűzoltó Egyesület.

### Mai élete

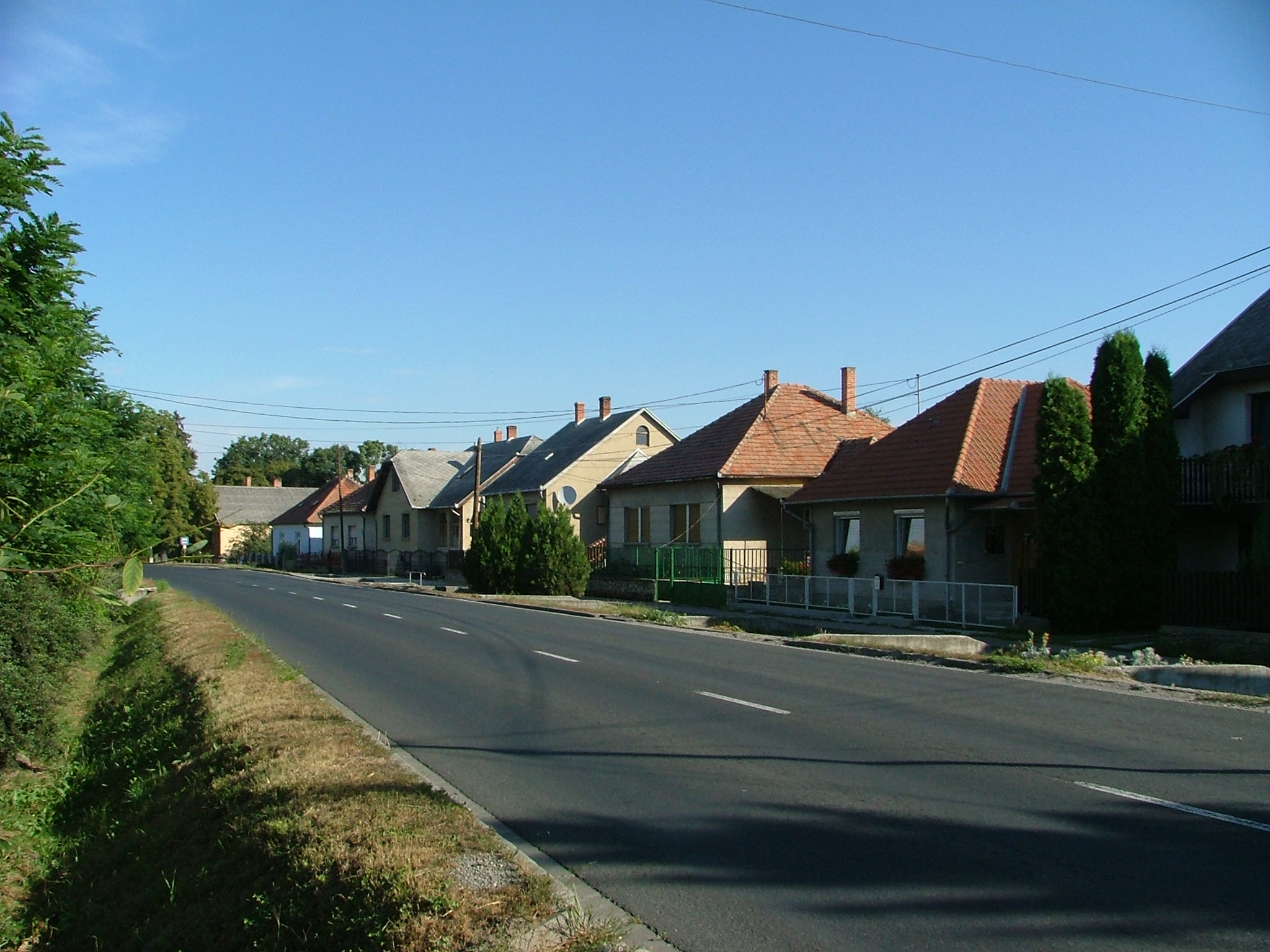
A 86-os főútnak a községen átvezető szakasza

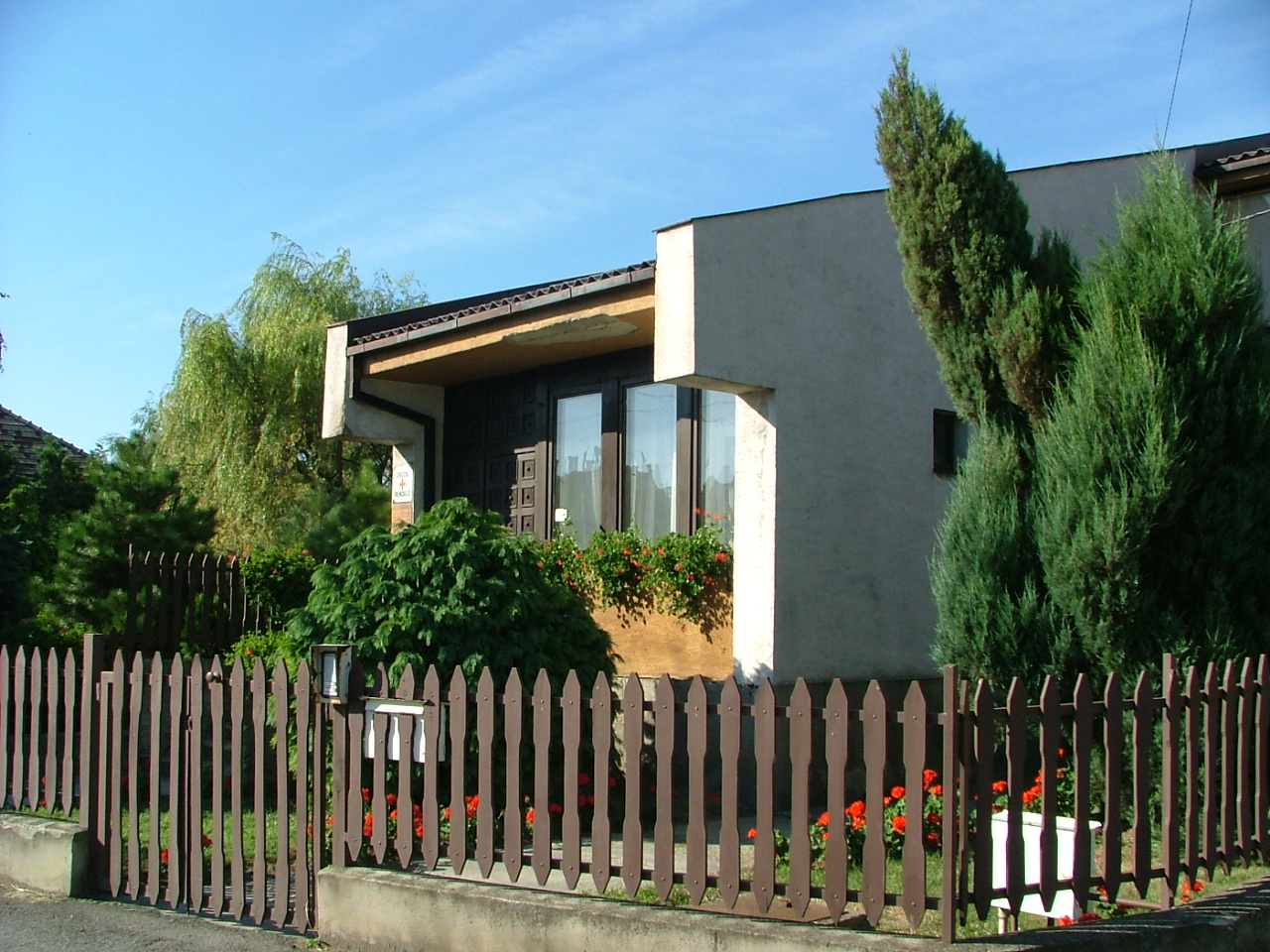
Az orvosi rendelő

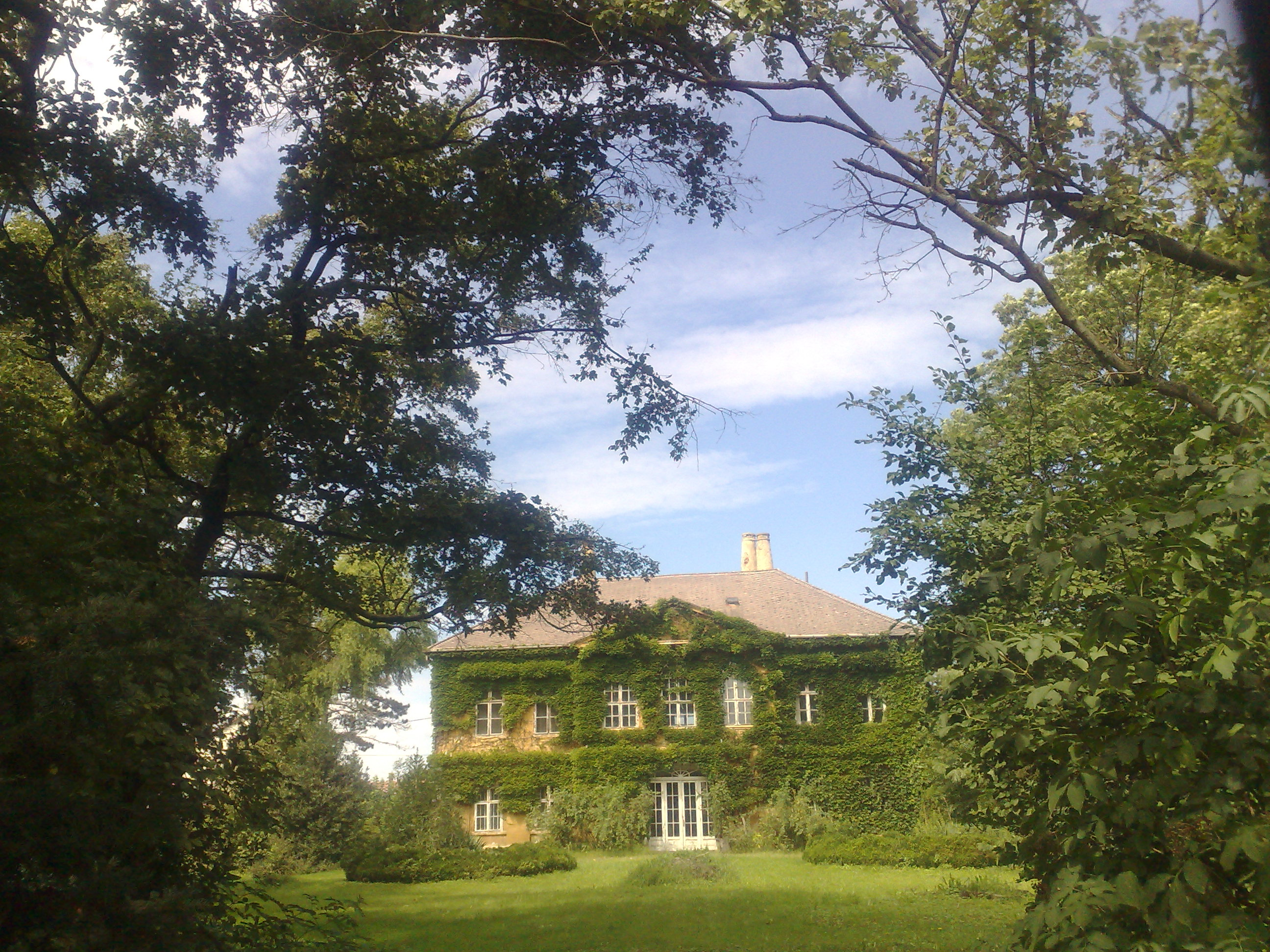
A Baditz-kastély

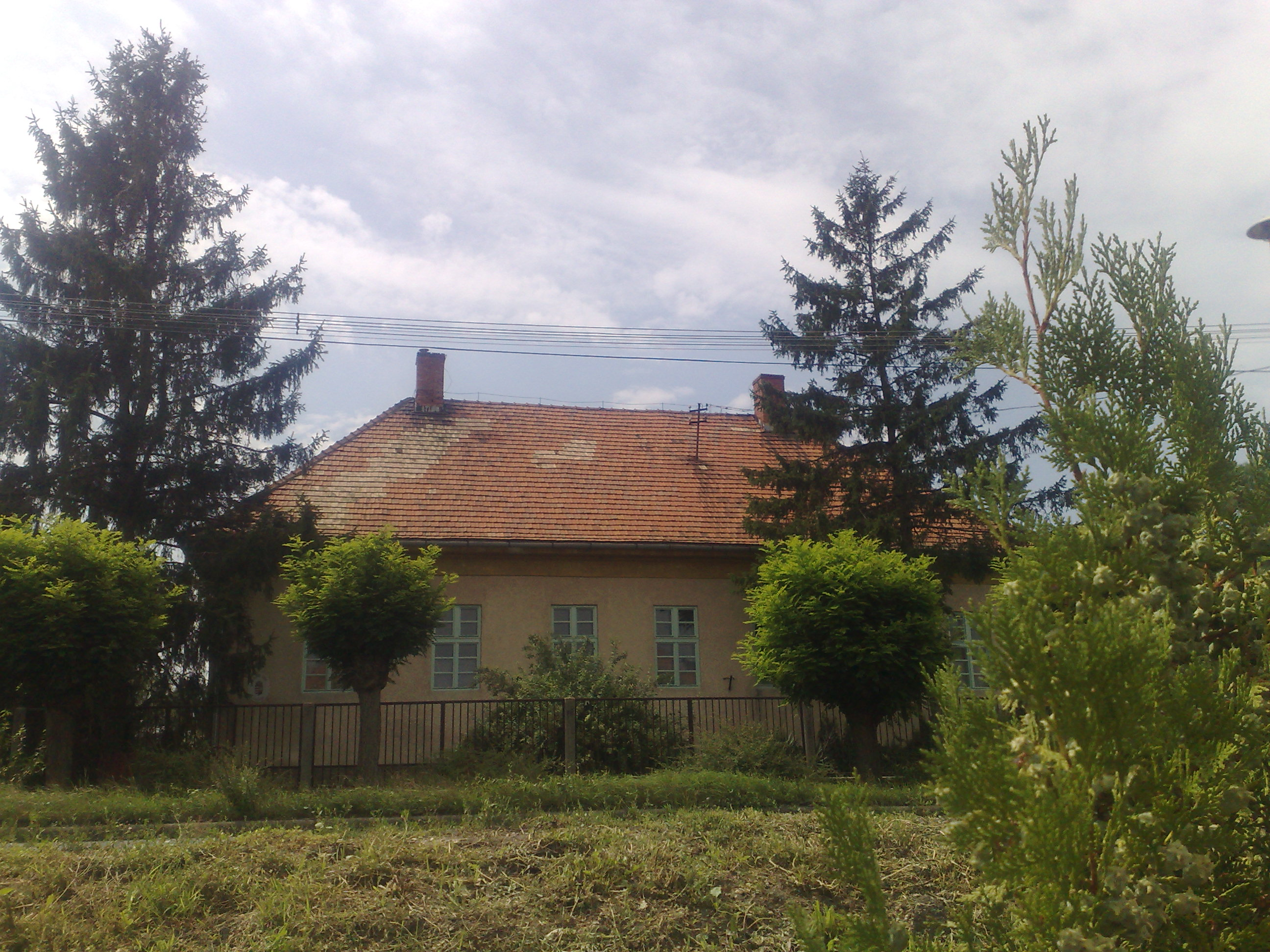
A Hőgyész-kúria

A II. világháború újabb szenvedést hozott Szilsárkánynak is. Harmincan katonaként, mások polgári áldozatként vesztették életüket.
A falu szülötte volt Hegedüs András, az 1956-os forradalom előtti időszak utolsó és minden idők legfiatalabb magyar miniszterelnöke (1955-ben 33 évesen vette át a kormány irányítását), aki később, az 1960-as években szociológusként szembefordult a kádári rendszerrel.
1959-ben Szilsárkány és a szomszédos Pásztori gazdái 250 taggal termelőszövetkezetet alakítottak. Ennek jogutódja ma 65 embert foglalkoztat, de az 1990-es rendszerváltás óta mindkét településen működnek magángazdaságok, valamint vállalkozók és kereskedők is.
Szilsárkány intézményrendszerének élén a képviselő-testület áll a polgármesteri hivatallal. Nyolcosztályos alapfokú oktatás és napközi otthonos óvoda is van a faluban. A pásztori általános iskolások is a szilsárkányi iskolában tanulnak, a 100-nál több tanulóval 11 tanító foglalkozik.
A falu könyvtárában több mint 5000 kötet várja az olvasókat.
Tánccsoport is működik a községben.
A település hívő lakói két felekezethez, az evangélikus és a katolikus egyházközséghez tartoznak.

## Közélete

### Polgármesterei
- 1990–1994: Dr. Egry Csilla (független)[3]
- 1994–1998: Némethné Endrődy Margit (független)[4]
- 1998–2002: Fluck Tamás (független)[5]
- 2002–2006: Zöld Péter (független)[6]
- 2006–2010: Zöld Péter (független)[7]
- 2010–2012: Zöld Péter (független)[8]
- 2012–2014: Szalai Miklós (független)[9]
- 2014–2019: Szalai Miklós (független)[10]
- 2019–2024: Szalai Miklós (független)[11]
- 2024– : Kéri Károly (független)[1]

A településen 2012. november 25-én időközi polgármester-választást tartottak, az előző polgármester lemondása miatt.

## Népesség
A település népességének változása:
| Lakosok száma | 659  | 650  | 652  | 711  | 686  | 684  | 685  |
|               | 2013 | 2014 | 2015 | 2021 | 2022 | 2023 | 2024 |

A 2011-es népszámlálás során a lakosok 85,6%-a magyarnak, 1,4% cigánynak, 1,6% németnek, 0,3% szerbnek mondta magát (13,4% nem nyilatkozott; a kettős identitások miatt a végösszeg nagyobb lehet 100%-nál). A vallási megoszlás a következő volt: római katolikus 67,7%, református 1,6%, evangélikus 9,4%, felekezeten kívüli 2,9% (18% nem nyilatkozott).
2022-ben a lakosság 82,1%-a vallotta magát magyarnak, 1% románnak, 0,9% németnek, 0,4% cigánynak, 0,3% szerbnek, 0,1% szlováknak, 0,4% egyéb, nem hazai nemzetiségűnek (17,6% nem nyilatkozott; a kettős identitások miatt a végösszeg nagyobb lehet 100%-nál). Vallásuk szerint 43,3% volt római katolikus, 6,3% evangélikus, 1,3% református, 0,1% görög katolikus, 1% egyéb keresztény, 2,5% egyéb katolikus, 8,5% felekezeten kívüli (36,9% nem válaszolt).

## Látnivalók
- Evangélikus templom

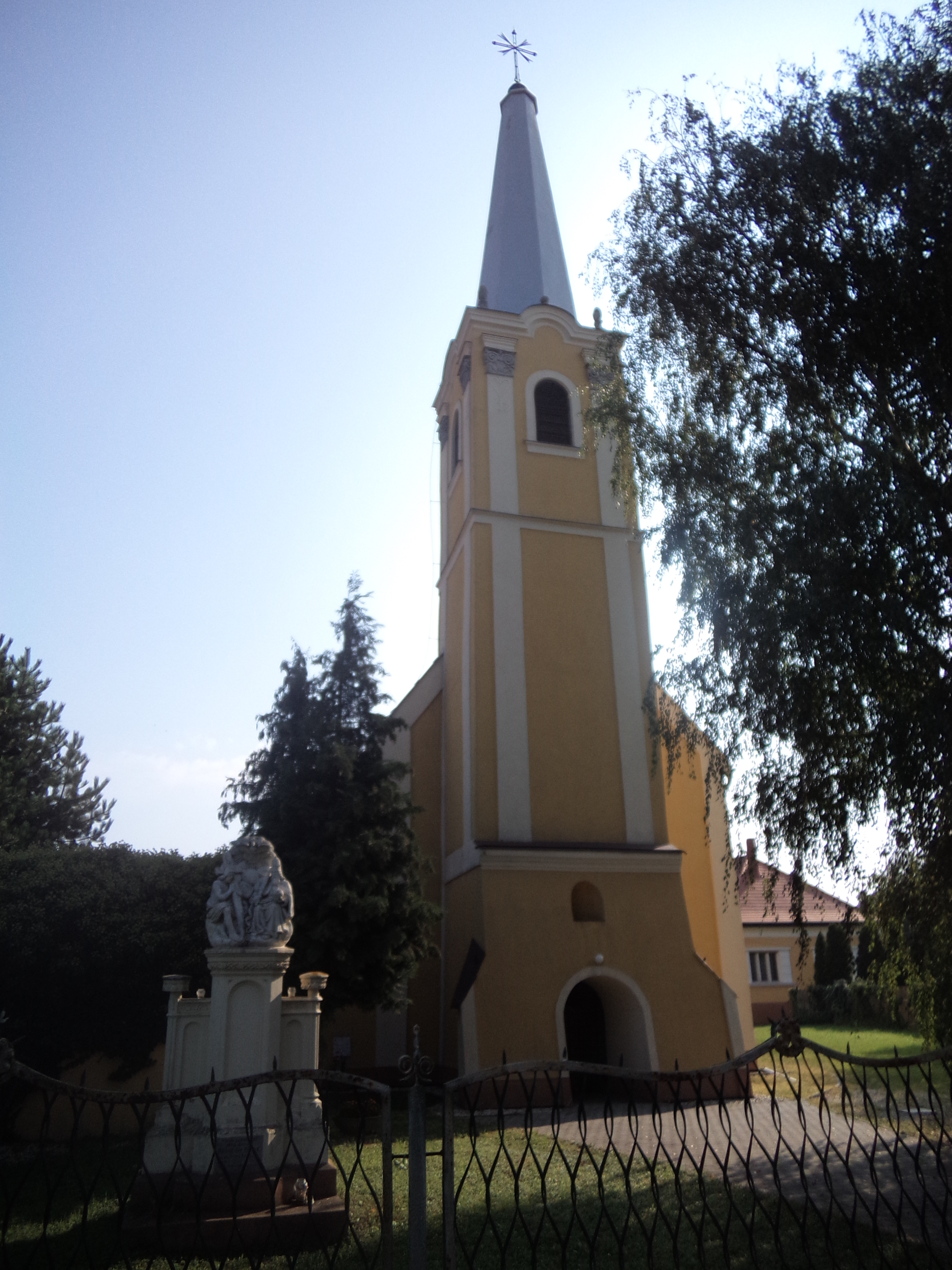
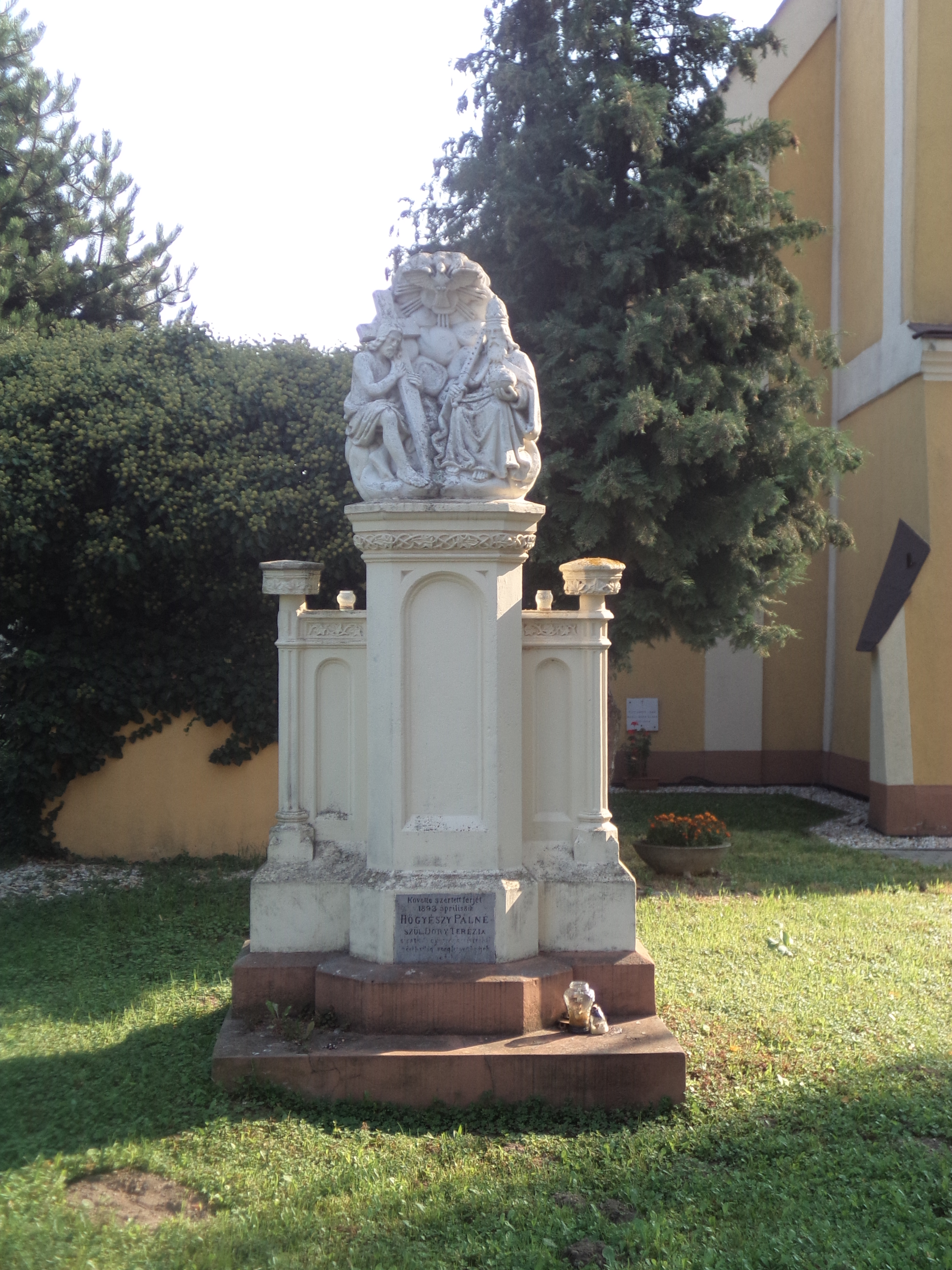

- Római katolikus temploma: épült 1890-ben, búcsúja Úrnapja ünnepén van, körmenettel
- Lakóház, volt Baditz-kastély
- Hőgyész-kúria

## A falu nevezetes szülöttei
- Igaz Gáspár – helyi plébános 1812–1813
- Litschauer Lajos 1815–1885 - bányamérnök, a magyar bányászati szaknyelv egyik megteremtője, selmecbányai akadémiai tanár; ifj. Litschauer Lajos bányamérnök apja
- Kiss Ferenc 1860–1952 – erdőmérnök, az Alföld fásításának egyik kidolgozója
- Marosi Arnold 1873–1939 – ciszterci tanár, a székesfehérvári múzeum alapítója
- Hegedüs András 1922–1999 – miniszterelnök 1955–1956, szociológus
- Závory Zoltán 1906–2000 – festőművész, restaurátor, akinek az ország különböző részein és a szomszédos országokban több száz templom őrzi munkáját. A helyi katolikus templomban a „Krisztus az angyalok között” c. képet festette, és a házasságkötő teremben is található alkotása.[m 2]
- Sebestyén Imre – plébános, szerzetes